# Béla-Bartók-Gedenkhaus

Eingang zum Béla-Bartók-Gedenkhaus

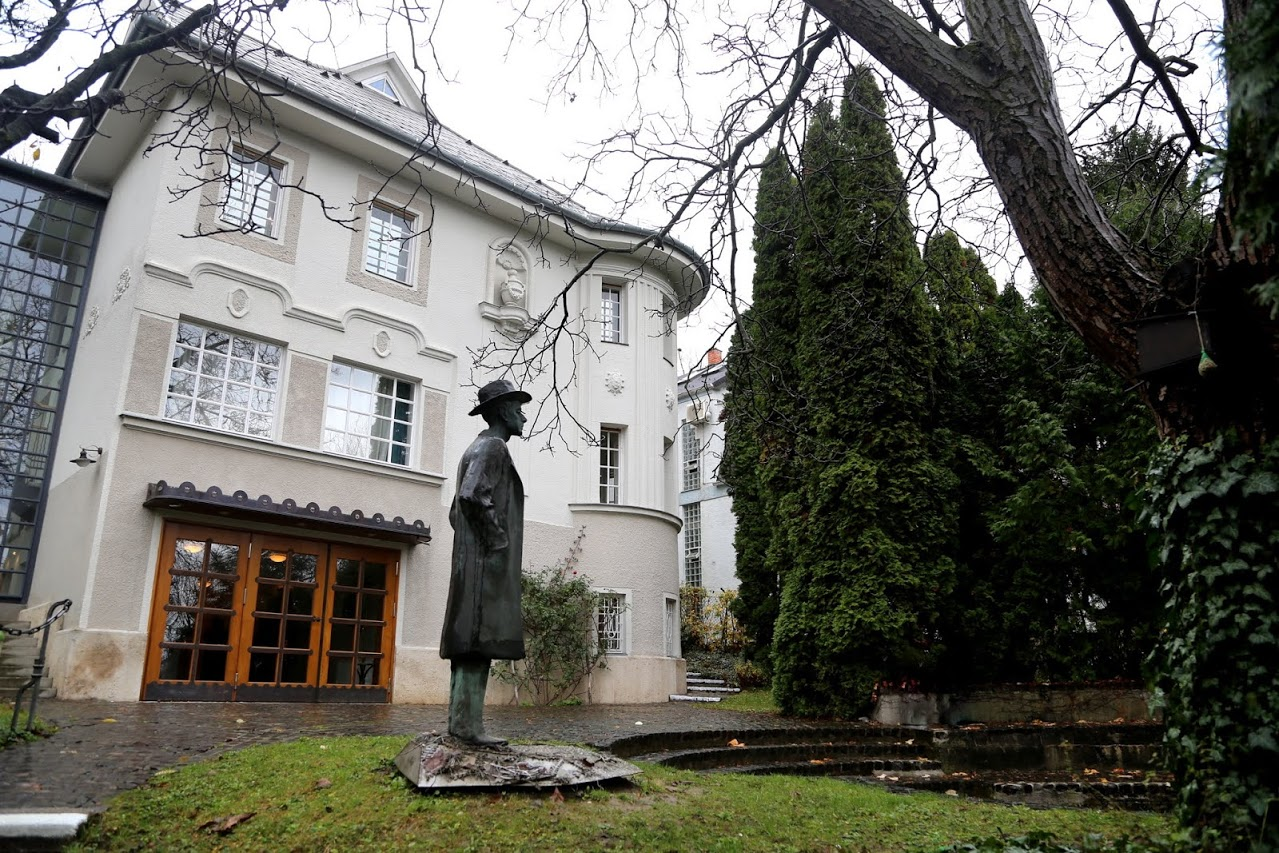
Béla-Bartók-Gedenkhaus mit Denkmal im Vordergrund

Das Béla-Bartók-Gedenkhaus (ungarisch Bartók Béla Emlékház) ist ein Museum in Budapest. Es befindet sich in der Csalán út 29 im II. Bezirk und dient dem Gedenken an den ungarischen Komponisten Béla Bartók.
Bartók bewohnte die gemietete dreistöckige Villa von 1932 bis zu seiner Auswanderung in die USA im Oktober 1940. Das Wohnhaus wurde anlässlich der Hundertjahrfeier seiner Geburt im Jahr 1981, nachdem es nach Plänen des Architekten György Fazakas renoviert und umgebaut worden war, von der Stadt Budapest in ein Gedenkhaus umgewandelt.
Die Ausstellungsräume erstrecken sich über alle drei Stockwerke des Hauses. Im ersten Stock befindet sich ein Konzertraum mit Fotos aus dem Leben Bartóks. Im zweiten Stock sind ein Wohnzimmer mit originalen reich verzierten Möbelstücken zu sehen sowie sein Arbeitszimmer mit dem Bösendorfer-Flügel und dem Phonographen seiner musikethnologischen Tätigkeit. Im obersten Stockwerk befinden sich seit 2005 ein Teil seiner Pflanzen- und Insektensammlung, Instrumente der Volksmusik und ausgewählte persönliche Gegenstände wie ein Taschenmetronom. Im Treppenhaus hängen lange Stoffbahnen mit Reproduktionen der Noten des 3. Klavierkonzerts, seiner letzten unvollendet gebliebenen Komposition.
Das Museum wird regelmäßig auch für kammermusikalische Konzerte genutzt. Im Garten stehen das Bartók-Denkmal des ungarischen Bildhauers Imre Varga sowie die Bronzeskulptur Csodaszarvas von Yengibarian Mamikon.